# Пардубицкий университет
Пардубицкий университет (чешский: Univerzita Pardubice или UPA) — это университет в Пардубице, Чешская Республика. В 2021 году в нем обучалось около 8000 студентов. Это единственный университет в Пардубицком крае.
Университет предлагает студентам около 130 специальностей на уровне бакалавриата, магистратуры и докторантуры. Основными направлениями специальностей являются: химия, химическая технология, биохимия, биотехнология, электротехника, информатика, экономика, менеджмент, медицина, искусство и социальные науки.

## История
Пардубицкий университет продолжает почти семидесятилетнюю традицию высшего образования в Пардубицком крае. Химический колледж (позже известный как Институт химической технологии) был основан в 1950 году для удовлетворения потребностей региона Восточная Богемия, где была высокоразвитая химическая промышленность, предоставляющая широкие возможности для исследований в этой области. Характер института заметно изменился после 1990 года: были открыты новые факультеты, предлагающие широкий спектр учебных программ, не только связанных с химией. Название — Пардубицкий университет — используется с 1994 года, что отражает новый характер учебного заведения. Основываясь на давних традициях, университет стремится сделать возможности получения образования доступными для разнообразного студенческого населения со всей Чешской Республики и более чем из 60 стран.

## Рейтинг университета
Пардубицкий университет занимает 143 место в рейтинге EECA University Rankings, и располагается между 1001 и 1200 местом в мировом рейтинге QS.

## Факультеты и специальности

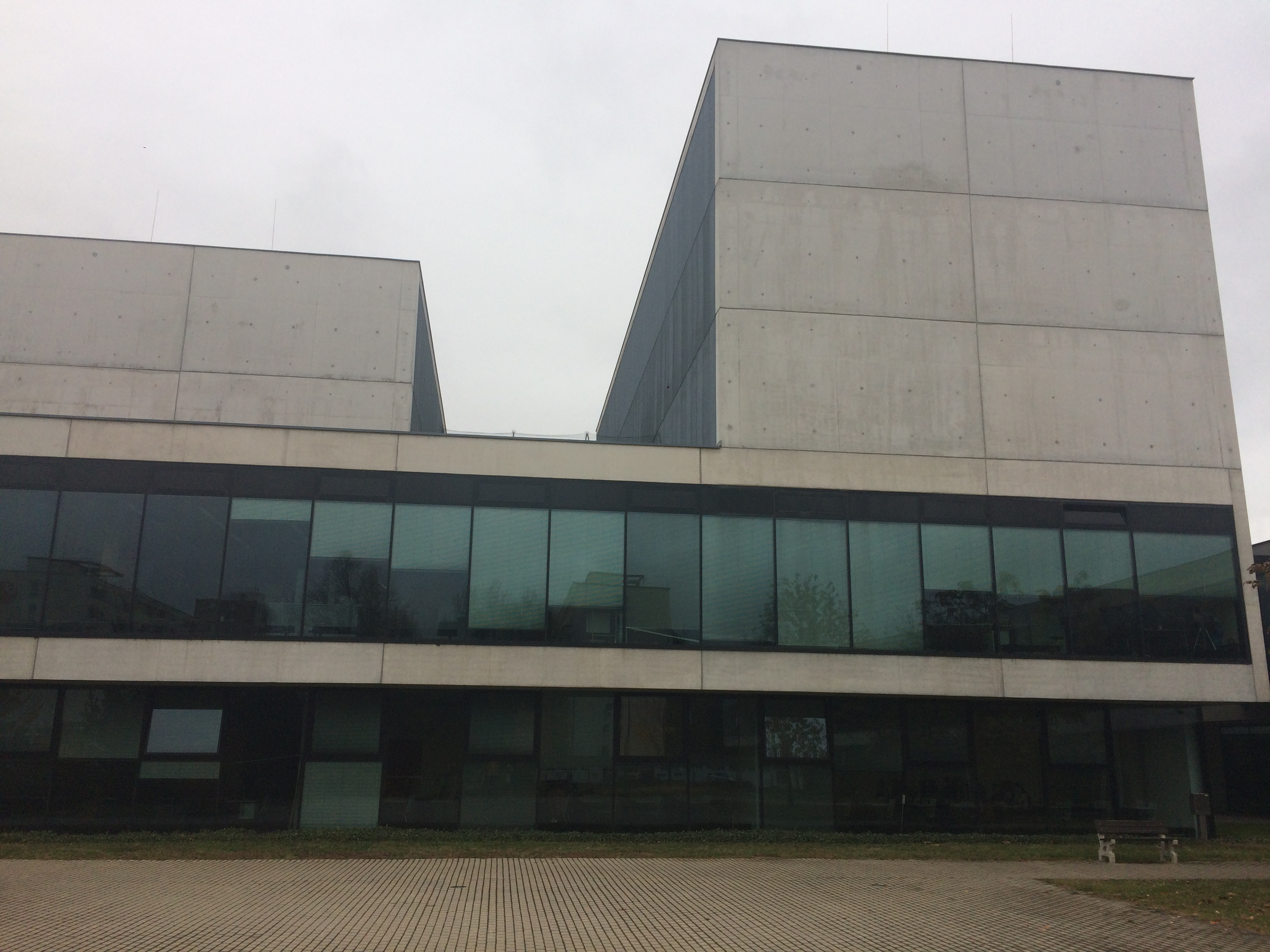
Факультет Химическо-технологический

#### Транспортный факультет Яна Пернера

##### Специальности бакалавриата
- Прикладная информатика: специализация на мультимедиа в работе компаний;
- Экономика и организация безопасности;
- Экономика и работа предприятия;
- Экономика регионального спорта;
- Финансовое управление;
- Экономическая политика и государственное управление со специализацией на работу торговой инспекции;
- Информатика в государственном управлении;
- Информационные системы и системы безопасности;
- Менеджмент финансовых организаций;
- Менеджмент предприятия;
- Государственная экономика и управление.

##### Специальности магистратуры
- Менеджмент финансовых организаций;
- Экономика и менеджмент предприятия;
- Экономика государственного сектора;
- Информатика в государственном управлении;
- Информационные системы и системы безопасности;
- Региональное развитие.

#### Факультет электротехники и информатики

##### Специальности бакалавриата
- Информационные технологии;
- Автоматизация;
- Прикладная электротехника;
- Коммуникационная и микропроцессорная техника;

##### Специальности магистратуры
- Информационные технологии;
- Автоматическое управление;
- Коммуникационные и управляющие технологии.

#### Факультет химической технологии

##### Специальности бакалавриата
- Анализ биологических материалов;
- Неорганические и биоорганические материалы;
- Химия;
- Химия и технологии охраны окружающей среды;
- Экономика и менеджмент предприятий химической промышленности;
- Фармакохимия и медицинские материалы;
- Оценка и анализ продуктов питания;
- Полиграфия;
- Полимерные материалы и композиты;
- Защита поверхностей строительных и строительных материалов.

##### Специальности магистратуры
- Анализ биологических материалов;
- Полиграфия;
- Оценка и анализ продуктов питания;
- Неорганическая технология;
- Технологии в органической химии;
- Технологии производства и обработки полимеров;
- Инженерия энергетических материалов;
- Волокна и текстильная химия;
- Химия и технологии бумаги и целлюлозных материалов;
- Органические покрытия и краски;
- Инженерия материалов;
- Неорганическая и биоорганическая химия;
- Аналитическая химия;
- Органическая химия;
- Техническая физическая химия;
- Экономика и менеджмент предприятий химической промышленности.

#### Философский факультет

##### Специальности бакалавриата
- Английский язык;
- Английский язык и Философия;
- Английский язык и Религиоведение;
- Английский язык для преподавания;
- Философия;
- Историческо-литературные исследования;
- Гуманитарные исследования;
- Культурная история;
- Немецкий язык;
- Немецкий язык и Философия;
- Немецкий язык и Религиоведение;
- Охрана материальных памятников и История;
- Славяноведение стран Евросоюза и История;
- Социальная и культурная антропология;
- Архивоведение.

##### Специальности магистратуры
- Английская филология;
- Философия;
- Культурная история;
- Религиоведение;
- Ресоциализация в педагогике;
- Социальная и культурная антропология;
- Преподавание английского языка.

#### Факультет реставрирования

##### Специальности магистратуры
- Реставрация и консервация настенной живописи, скульптур и архитектурных поверхностей;
- Реставрация и консервация декоративно-прикладного искусства из бумаги и текстиля.

#### Факультет медицинских исследований

##### Специальности бакалавриата
- Акушерство;
- Радиология;
- Общий осмотри;
- Фельдшер;
- Медицинско-социальная помощь.

##### Специальности магистратуры
- Уход за больными во внутренней медицине;
- Периоперационная помощь;
- Периоперационная помощь в гинекологии и акушерстве.